# 노키아 루미아 920
노키아 루미아 920(Nokia Lumia 920)은 노키아가 윈도우 폰 8을 처음으로 탑재한 휴대전화이다. 2012년 9월 5일 발표되었으며 2012년 11월 2일 첫 출시되었다.

## 광고 조작
노키아가 루미아 920 퓨어뷰 관련 조작 광고에 대해 사과했다.

## 같이 보기
- 노키아 루미아 820
- 윈도우 폰